# مطار روكساس
مطار روكساس (بالإنجليزية: Roxas Airport)‏ (إياتا: RXS، إيكاو: RPVR) هو مطار عام يخدم مدينة روكساس ويشغل المطار هيئة الطيران المدني الفلبينية.